# Беговая аллея
Бегова́я алле́я (название с конца XIX века либо с 1959 года) — аллея в Северном административном округе города Москвы на территории района Беговой.

## История
Аллея получила своё название в конце XIX века (по другим данным — в 1959 году) по расположению вблизи Беговой улицы, в свою очередь получившей название по расположению вблизи Центрального Московского ипподрома. Первоначально служила парадным подъездом к зданию ипподрома со стороны Петербургского шоссе.

## Расположение
Беговая аллея проходит от Ленинградского проспекта на юго-запад параллельно Беговой улице, у входа на Центральный Московский ипподром поворачивает на северо-запад и проходит до Беговой улицы, за которой продолжается как 2-й Боткинский проезд. Нумерация домов начинается от Ленинградского проспекта.

## Примечательные здания и сооружения
- Беговые ворота со скульптурами «Диоскуры, укрощающие коней» (копии статуй на Аничковом мосту; К. А. Клодт, С. М. Волнухин по эскизам П. К. Клодта, 1899) — в начале аллеи[5].

По нечётной стороне:
- дд. 7а, 7б — бывшие конюшни Преображенского полка;
- д. 9а — Управление технической эксплуатации телекоммуникаций МГТС;
- д. 11 — Отель «Бега»[6].

## Транспорт

### Наземный транспорт
По Беговой аллее маршруты наземного общественного транспорта не проходят. У северо-восточного конца аллеи, на Ленинградском проспекте, расположена остановка «Гостиница „Советская“ — Театр „Ромэн“» автобусов е30, е30к, м1, н1, н12, 27, 84, 101, 356, 905, т20, т70; у юго-западного — остановка «2-й Боткинский проезд» автобусов 27, т20, т79, т86 (на Беговой улице);  остановка «Институт имени Герцена» автобусов 27, 175, 847, т20, т65, т79, т86 (на Беговой улице);  остановка «Институт имени Герцена» автобусов 101, 356 (на 2-м Боткинском проезде); остановки «Больница им. Боткина» автобусов 84, 101, 175, 207, 356, 847 (на обеих сторонах 2-го Боткинского проезда).

### Метро
- Станция метро «Беговая» Таганско-Краснопресненской линии — юго-западнее аллеи, на Хорошёвском шоссе у развязки с Третьим транспортным кольцом, Беговой улицей, улицей 1905 Года, улицей Поликарпова, улицей Розанова.
- Станция метро «Динамо» Замоскворецкой линии и станция метро «Петровский парк» Большой кольцевой линии — северо-западнее аллеи, на Ленинградском проспекте.

### Железнодорожный транспорт
- Платформа Беговая Смоленского направления Московской железной дороги — юго-западнее аллеи, между Третьим транспортным кольцом, Хорошёвским шоссе, улицей 1905 Года и улицей Брянский Пост.